# Fisklösen (Gustav Adolfs socken, Värmland, 666205-138650)
Fisklösen är en sjö i Hagfors kommun i Värmland och ingår i Göta älvs huvudavrinningsområde.